# Kupčinji Vrh
Kupčinji Vrh – wieś w Słowenii, w gminie Majšperk. W 2018 roku liczyła 118 mieszkańców.